# Cinemes Albatros
Els Albatros varen ser uns multicines de la ciutat de València, en actiu entre 1986 i 2010. El 2017 varen ser reoberts amb el nom d'AlbaTexas, tot seguint el model dels cinemes Texas de Barcelona. Els cines tenen quatre sales amb emissió digital. i una capacitat de 499 persones.
Entre els seus fundadors hi havia el crític de cinema Antoni Llorens, i el local, un antic taller de Michelin, el va trobar Sigfrid Monleon.
En la seua inauguració el 1986, es projectaren les pel·lícules Le Déclin de l'empire américain, Estranys en un tren i Le Rayon vert.

## Albatexas
El cinema va ser inaugurat el 4 de març de 2017. L'espai disposa de 4 sales, cadascuna dedicada a una personalitat relacionada amb el cinema valencià: Joan Monleón, Ovidi Montllor, Lola Gaos i Carles Mira. El preu de la pel·lícula és de 3 euros. La pel·lícula projectada en la inauguració va ser Sabates grosses, de Pons.
El dia 5 s'emetrien 100 metres, Jo, Daniel Blake, La propera pell, La xica del tren, El petit príncep, Els nens de Timpelbach, Ice Age, el gran cataclisme, i posteriorment Frantz, Capità Fantàstic i Sing street.